# El Jabato Extra
El Jabato EXTRA fue una revista de historietas (o tebeo) publicada por la editorial Bruguera entre 1962 y 1963, con 51 números ordinarios y 1 extraordinario de Navidad.

## Trayectoria editorial
En 1962, dos años después del lanzamiento de El Capitán Trueno Extra, Bruguera intentó repetir su éxito, dotando a otro de los personajes de Victor Mora, El Jabato, de su propia revista semanal. En sus 20 páginas, incluía:
| Años             | Números                                                        | Título                                      | Guionista         | Dibujante                                               | Procedencia          |
| ---------------- | -------------------------------------------------------------- | ------------------------------------------- | ----------------- | ------------------------------------------------------- | -------------------- |
| 7/05/1962        | 1-51                                                           | El Jabato                                   | Víctor Mora       | Francisco Darnís, Juan Martínez Osete Luis Collado Coch |                      |
| 7/05/-20/08/1962 | 1-17, 35, 41                                                   | Pithy Raine                                 | Carlos Albiac     | Carlos Casalla                                          |                      |
| 7/05/1962-       | 1-6, 8-17, 19-22, 24, 26-27, 29-30, 32-33, 35-36, 39-44, 46-50 | El Sheriff Chiquito, que es todo un gallito | Martz Schmidt     | Martz Schmidt                                           | Nueva                |
| 7/05/1962-       | 1-49                                                           | Aprende… y sonríe                           |                   |                                                         |                      |
| 27/08/1962-      | 17, 20, 22, 26, 28, 32, 34, 40, 44                             | N. B. Keene                                 | Armando Vecchione | Octavio Oscar                                           |                      |
|                  | 18-19, 21, 23, 31, 33, 36, 38, 43                              | Frontier Bill                               |                   | Alfredo J. Grassi                                       | Miguel Ángel Repetto |
|                  | 24-25, 27, 29-30, 37, 39, 42, 45                               | Johnny Winchester                           | Eugenio Mandrini  | Eduardo Miranda                                         |                      |
|                  | 46-51                                                          | Jim Sullivan                                | Cassarel          | Víctor Arriazu y Calleja                                |                      |
|                  | ExNav62                                                        | Historieta navideña                         |                   | Segura                                                  |                      |
|                  | 51                                                             | Aquí está Don Facundo                       | Blas Sanchis      | Blas Sanchis                                            |                      |

El Jabato Extra duró menos que El Capitán Trueno Extra, debido probablemente a su menor calidad.